# T-14
T-14 Armata (tovarniška oznaka "Objekt 148") je ruski glavni bojni tank nove generacije. Javnosti je bil prvič prestavljen leta 2015. T-14 ima sedem koles, za razliko od prejšnjih tankov s šestimi kolesi. Poleg močnega 125 mm gladkocevnega topa, je oborožen tudi z manjšim 30 mm topom in dvema strojnicama.